# NGC 7587
NGC 7587 is een balkspiraalstelsel in het sterrenbeeld Pegasus. Het hemelobject werd op 5 oktober 1864 ontdekt door de Duitse astronoom Albert Marth.

## Synoniemen
- UGC 12484
- MCG 1-59-37
- ZWG 406.52
- KCPG 580A
- PGC 70984